# Národní báchorky a pověsti

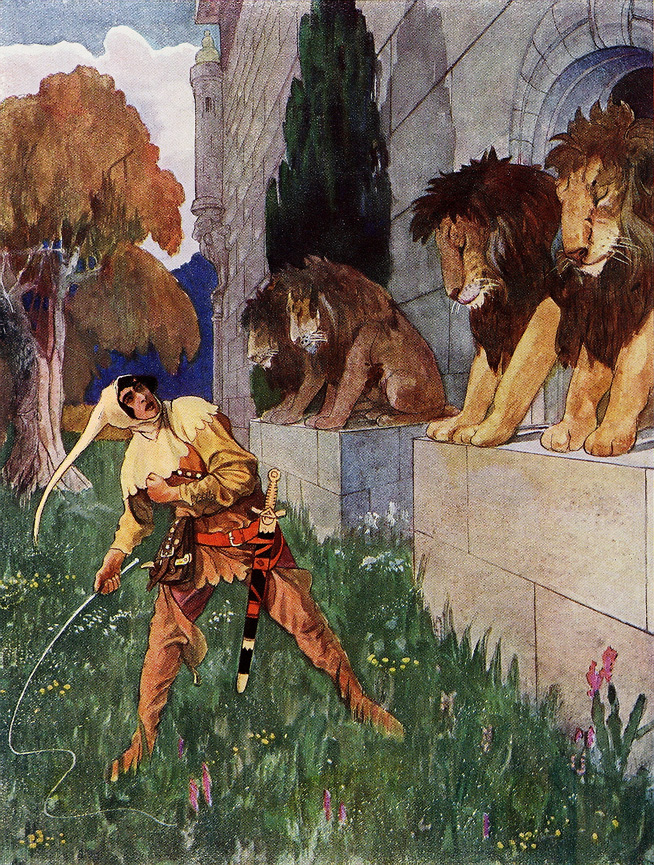
Ilustrace Artuše Scheinera k pohádce Šternberk

Národní báchorky a pověsti jsou soubor pohádek Boženy Němcové, vydaný v letech 1845 až 1847 v nakladatelství Jaroslava Pospíšila v sedmi svazcích. Publikace představila v autorčině podání četné významné české pohádky, které se staly součástí národního povědomí, jako O Popelce, Čert a Káča, Chytrá horákyně, O princezně se zlatou hvězdou na čele, Princ Bajaja, O hloupém Honzovi, Sedmero krkavců nebo O neposlušných kozlatech. Podle Jana Mukařovského se tímto dílem „postavila do přední řady českých pohádkářů“ a na dílo později navázala další sběratelskou tvorbou.
Celkově soubor v prvním vydání obsahuje 60 pohádek. Druhé vydání v letech 1854–1855 bylo doplněno jedním dalším textem. Dvousvazkové vydání z roku 1954 připojilo pět dalších pohádek Boženy Němcové, včetně známé pohádky O Smolíčkovi či Pohádky o perníkové chaloupce.
Ve své době se jednalo o nejrozsáhlejší sbírku českých lidových vyprávění a měla značný vliv na přetváření české lidové kultury – některé z pohádek v podání Boženy Němcové byly ve 20. století znovu zapsány sběrateli jako lidové a ústně předávané. Společně s Karlem Jaromírem Erbenem se Němcová svými pohádkami zařadila mezi nejvýznamnější světové tvůrce stylizované lidové prózy.

## Okolnosti vzniku
Božena Němcová do souboru zařadila látku ze všech významnějších typů lidové prózy – dětské pohádky, zviřecí pohádky, novelistické pohádky, pověsťové pohádky, fantastické povídky a žertovné texty. Čerpala z lidového podání na různých místech, především na Domažlicku, avšak vytvářela také umělé texty (patrně podle knižních předloh) a lidové podání individuálně stylizovala a dodávala mu osobitosti. V prvních třech svazcích převažují kouzelné pohádky, poté přibývají ostatní typy a k pohádkové fantastičnosti se pojí také snaha o realističnost a zachycení lidového prostředí.
Hana Šmahelová uvedla, že látka získaná na Chodsku, která se pojí především s novelistickým podáním, patří k nejspolehlivěji určitelným – kouzelné pohádky naproti tomu vznikaly spíše nepřímo a čerpají ze vzpomínek na vyprávění, které autorka slyšela v dětství, případně jako ohlas četby. Některé pohádky, jako Jak Jaromil ke štěstí přišel, vycházejí z německých romantických povídek, jiné pracují s knižní či časopiseckou předlohou – Tři zlaté péra se inspirují stejnojmennou básní Boleslava Jablonského.
Některé z pohádek ve sbírce vyšly již před vydání ve více či méně odlišné podobě časopisecky – Silný Ctibor (1844), Devět křížů (1844), Rozkoš (1844) a O Viktorce (1852). Rukopis Národních báchorek a pověstí se nezachoval, s výjimkou náčrtu pohádky O zlatém kolovratu, který Němcová zaslala Erbenovi.

## Obsah souboru

### První svazek
První svazek vyšel 20. června 1845 a obsahuje 6 pohádek.
- O zlatém kolovrátku
- O černé princezně
- O Jozovi
- O labuti
- Jak Jaromil k štěstí přišel
- O třech zaklených psích

### Druhý svazek
Druhý svazek vyšel 23. srpna 1845 a obsahuje 5 pohádek.
- Vodní paní
- O Popelce
- O třech bratřích
- O Slunečníku, Měsíčníku a Větrníku
- O Marišce

### Třetí svazek
Třetí svazek vyšel 26. května 1846 a obsahuje 9 pohádek.
- Šternberk
- Spravedlivý Bohumil
- Neohrožený Mikeš
- Divotvorný meč
- Noční stráž
- O chytré princezně
- Čert a Káča
- Silný Ctibor
- Rozkoš

### Čtvrtý svazek
Čtvrtý svazek vyšel v červenci 1846 a obsahuje 9 pohádek.
- Tři zlaté péra
- O zlatých zámkách
- O třech sestrách
- O mluvícím ptáku, živé vodě a třech zlatých jabloních
- Čertův švagr
- Kdo je hloupější
- Chytrá horákyně
- Strejček Příhoda
- Devět křížů

### Pátý svazek
Pátý svazek vyšel 18. srpna 1846 a obsahuje 10 pohádek.
- Zlatý vrch
- Dobré kmotřinky
- O kocouru, kohoutu a kose
- O princezně se zlatou hvězdou na čele
- Moudrý zlatník
- O bílém hadu
- Vděčné zvířátka
- Potrestaná pýcha
- Selka a Honza
- Sedlák milostpánem

### Šestý svazek
Šestý svazek vyšel 11. března 1847 a obsahuje 8 pohádek.
- Alabastrová ručička
- Anděl strážce
- Zlá matka
- Ptačí hlava a srdce
- Princ Bajaja
- O Nesytovi
- Půjčka na oplátku
- O hloupém Honzovi

### Sedmý svazek
Sedmý svazek vyšel 20. listopadu 1847 a obsahuje 13 pohádek.
- Sedmero krkavců
- Zlatý lupínek
- Chytrost nejsou čáry
- Tři rady
- Bratr a sestra
- Jak se učil Honzík latinsky
- Kdo snědl holoubátka?
- Kmotr Matěj
- O neposlušných kozlatech
- O koze
- Chudý a boháč
- Orel, slavík a růže
- Tajemný pás

### Další pohádky
Druhé vydání z let 1854–1855 obsahuje navíc pohádku O Viktorce. Dvousvazkové vydání z roku 1954 do textu výběrově zařadilo další pohádky Boženy Němcové, které byly původně vydány časopisecky nebo v posmrtných Sebraných spisech – jde o pohádky Lesní ženka, O Smolíčkovi, Pohádka o perníkové chaloupce a Pohádka o kohoutkovi a slepičce.

## Adaptace
- Neohrožený Mikeš – zfilmováno jako O statečném kováři
- Čertův švagr – zfilmováno jako S čerty nejsou žerty a Čertův švagr
- O princezně se zlatou hvězdou na čele – zfilmováno jako Princezna se zlatou hvězdou
- Šternberk – zfilmováno jako Jak si zasloužit princeznu
- Potrestaná pýcha – zfilmováno jako Pyšná princezna
- O Slunečníku, Měsíčníku a Větrníku – zfilmováno jako Princ a Večernice
- O chytré princezně a Spravedlivý Bohumil – zfilmováno jako Čertova nevěsta
- O bílém hadu – zfilmováno jako O zakletém hadovi

### Dílo dostupné online
- Dílo Národní Báchorky a Powěsti ve Wikizdrojích
- NĚMCOVÁ, Božena. Národní báchorky a pověsti. Litomyšl: Antonín Augusta, 1862. 328 s. Dostupné online. Digitalizované dílo obsahuje sešit I., II. a III..
- NĚMCOVÁ, Božena. Alabastrová ručička : O princezně se zlatou hvězdou na čele : Dobré kmotřinky : Vděčné zvířátka : Potrestaná pýcha. Praha: Jan Laichter, 1907. 63 s. Dostupné online.
- NĚMCOVÁ, Božena. Čertův švagr : Neohrožený Mikeš : O Nesytovi : Silný Ctibor. Praha: Jan Laichter, 1912. 63 s. Dostupné online.